# Relatório de Inteligência Financeira
Relatório de Inteligência Financeira (RIF) são documentos de produzidos pelo Conselho de Controle de Atividades Financeiras (COAF) com a finalidade de examinar e identificar anomalias em operações financeiras que envolvam indícios da prática do crime de lavagem de dinheiro.
Um relatório detalhado e abrangente pode fornecer evidências fundamentais em investigações policiais, ajudando na identificação de transações irregulares, beneficiando processos judiciais e facilitando ações legais rápidas e precisas. O suporte fornecido por um RIF pode ser determinante para o sucesso de uma operação policial e seu resultado final nos tribunais.
A pedido do Ministério Público Federal (MPF), o Supremo Tribunal Federal (STF) reconheceu a repercussão geral de processo que busca estabelecer os parâmetros para o compartilhamento direto de RIF entre o Conselho de Coaf, o Ministério Público e a polícia. O MPF defende que o Supremo reconheça que a troca de dados pode ocorrer independentemente da instauração de inquérito policial, desde que existam outros tipos de procedimentos investigativos em curso, como a notícia de fato, a notícia-crime em verificação e a verificação preliminar de informação.

## Exemplo de operações que foram utilizados RIF

### Brasil
- Operação Colossus
- Operação Sem Desconto

### Outros países
- Nadine Heredia, desdobramento da Operação Lava Jato no Peru